# System wczesnego ostrzegania
System wczesnego ostrzegania (SWO) – system stworzony do informowania o niepożądanych zdarzeniach np. katastrofach naturalnych w czasie na tyle wczesnym, aby była możliwość działania zapobiegającego lub zmniejszającego straty, np. ewakuacji ludzi i ich dobytku. Przykładem może być powstały już system ostrzegający przed tsunami.

## Systemy wczesnego ostrzegania w zarządzaniu
Finansowy system wczesnego ostrzegania – system informacyjny stosowany w procesie zarządzania przedsiębiorstwem w którym zbierane, przetwarzane i udostępniane są określone informacje przeznaczone dla kierownictwa najwyższego szczebla przedsiębiorstwa.
SWO daje możliwość kierownictwu szybkiego reagowania na zachodzące w otoczeniu zmiany oraz dostosowywania firmy do nowych warunków. SWO zazwyczaj budowany jest przy pomocy narzędzi business Intelligence (BI) i działa na systemie transakcyjnym (ang. Online Transaction Processing – OLTP). Przy zastosowaniu tych rozwiązań dane dotyczące zarówno wewnętrznych zmian, jak i otoczenia są monitorowane w systemie ciągłym. SWO dostarczają przedsiębiorstwu informacji o zjawiskach i procesach, a także prawdopodobieństwie ich rozwoju, co umożliwia kierownictwu w miarę szybkie i elastyczne reagowanie na nadchodzące zmiany, podejmowanie działań zmieniających jego zachowanie się w środowisku oraz jego sytuację wewnętrzną i w konsekwencji lepsze przystosowanie do nowych wymagań otoczenia.